# Ninja (望遠鏡)
Ninja（にんじゃ）は、バックヤードプロダクツと笠井トレーディングが共同開発したドブソニアン天体望遠鏡のシリーズ。
全体が黒い色をしており、また簡単に分解し運搬できることから忍者にちなんで命名された。
特徴としては
- コントラストの高いチューブ型を採用しながらも、鏡筒分割により普通の自動車で運搬できること
- FRPでできており軽量で経年変化に強いこと
- 分解・組み立てがきわめて短時間にでき、かつそれによる光軸のズレが少ないこと

が挙げられる。

## 製品一覧
- Ninja-320 - 有効口径320mm
- Ninja-400 - 有効口径400mm
- Ninja-500 - 有効口径500mm